# The Flying Opera
The Flying Opera музичний альбом, який складається з двох DVD і двох CD, німецького павер-метал гурту Avantasia, випущений в березні 2011 року. Avantasia перетворився з сайд-проекту вокаліста гурту Edguy Тобіаса Саммета в повноцінний гурт для гастролів по всьому світу.. Композиції для альбому були записані під час їх першого світового турне у 2008 році на підтримку альбому The Scarecrow. DVD також включає документальні зйомки про тур і різні відео кліпи.
Лімітоване видання, яке складалося з трьох LP, альбому вийшло на Nuclear Blast Records в жовтні 2011 року тиражем 10 000 копій.

## Список композицій

### DVD
DVD 1 — The Live Show (записано на  Wacken Open Air 2008 і Masters of Rock Festival 2008)
1. "Twisted Mind"
2. "The Scarecrow"
3. "Another Angel Down"
4. "Prelude/Reach Out for the Light"
5. "Inside"
6. "No Return"
7. "The Story Ain‘t Over"
8. "Shelter from the Rain"
9. "Lost In Space"
10. "I Don‘t Believe in Your Love"
11. "Avantasia"
12. "Serpents in Paradise"
13. "Promised Land"
14. "The Toy Master"
15. "Farewell"
16. "Sign of the Cross/The Seven Angels (Medley)"

DVD 2 — Around The World In 20 Days — The Movie
1. Around the World in 20 Days – The Movie (документальні зйомки)
2. "Lost in Space" (відео кліп)
3. "Carry Me Over" (відео кліп)
4. "Carry Me Over" (зйомки відео кліпу)
5. "Dying for an Angel" (відео кліп)

### CD
Автор музики і слів Тобіас Саммет. 
| CD 1 | CD 1                      | CD 1       |
| #    | Назва                     | Тривалість |
| ---- | ------------------------- | ---------- |
| 1.   | «Twisted Mind»            | 6:42       |
| 2.   | «The Scarecrow»           | 11:53      |
| 3.   | «Another Angel Down»      | 5:25       |
| 4.   | «Prelude»                 | 1:25       |
| 5.   | «Reach Out for the Light» | 6:23       |
| 6.   | «Inside»                  | 7:01       |
| 7.   | «No Return»               | 5:03       |
| 8.   | «The Story Ain’t Over»    | 5:29       |
| 9.   | «Shelter from the Rain»   | 7:02       |
| 10.  | «Lost in Space»           | 3:53       |

| CD 2 | CD 2                                          | CD 2       |
| #    | Назва                                         | Тривалість |
| ---- | --------------------------------------------- | ---------- |
| 1.   | «I Don't Believe in Your Love»                | 6:49       |
| 2.   | «Avantasia»                                   | 5:08       |
| 3.   | «Serpents in Paradise»                        | 7:26       |
| 4.   | «Promised Land»                               | 5:37       |
| 5.   | «The Toy Master»                              | 6:26       |
| 6.   | «Farewell»                                    | 6:14       |
| 7.   | «Sign of the Cross/The Seven Angels (Medley)» | 17:54      |

## Склад учасників
- Тобіас Саммет - вокал
- Саша Пет - гітара
- Олівер Хартман - гітара і бек-вокал (основний вокал на треках 10 і 16)
- Роберт Хунеке-Ріццо - бас-гітара і бек-вокал
- Міро - клавішні і бек-вокал
- Фелікс Бонке - ударні
- Аманда Сомервілль - бек-вокал (основний вокал на треках 15 і 16)
- Клауді Янг - бек-вокал

### Запрошені учасники
- Йорн Ланде - вокал на треках 02, 03, 12, 13 і 16
- Андре Матос - вокал на треках 04, 05, 06, 08 і 16
- Боб Кетлі - вокал на треках 07, 08 і 16
- Кай Хансен - вокал на треках 14 і 16
- Хеньо Ріхтер - гітара на треку 14